# Louis Mennesson
Pour les articles homonymes, voir Mennesson.
Louis Mennesson est un homme politique français né le 22 juillet 1846 à Reims (Marne) et mort le 9 décembre 1933 à Reims.

## Biographie
Joseph Louis Félix Mennesson naquit de l'union de Armand Mennesson qui était notaire et de Victorine Champagne.
Docteur en droit, il fit une carrière d'avocat à Reims et devint bâtonnier de l'ordre. Il fut adjoint au maire de Reims puis député de la Marne de 1885 à 1889, siégeant au groupe de l'Union républicaine.
Il fut aussi membre de l'Académie nationale de Reims, il repose au cimetière du nord à Reims.

## Décorations
- Chevalier de la Légion d'honneur[1]

## Sources
- « Louis Mennesson », dans Adolphe Robert et Gaston Cougny, Dictionnaire des parlementaires français, Edgar Bourloton, 1889-1891 [détail de l’édition]
- « Louis Mennesson », dans le Dictionnaire des parlementaires français (1889-1940), sous la direction de Jean Jolly, PUF, 1960 [détail de l’édition]